# BONUS (артиллерийский снаряд)

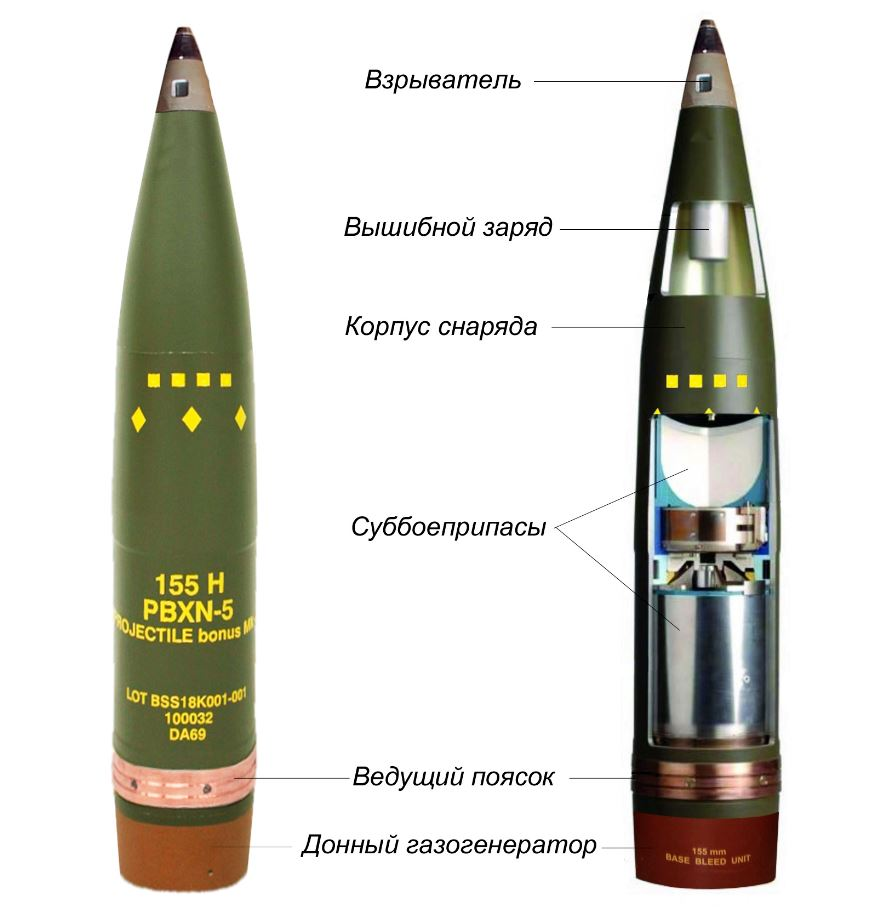
BONUS Mk II Армии США. Внешний вид и устройство.

BONUS (аббревиатура от BOfors NUtating Shell) -  кассетный снаряд калибра 155 мм с донным газогенератором, несущий два самонаводящихся суббоеприпаса для борьбы с бронированными целями на средних дистанциях. Совместная разработка шведской компании Bofors и французской компании Nexter.

## История
Разработка BONUS началась в начале 1985 года в качестве исследовательского проекта Шведского управления оборонными материалами. Производство снаряда началось в 1998 году, принятие на вооружение Армией Франции состоялось в 2000 году.
В 2001 году началась разработка модернизированного варианта снаряда BONUS Mark II (Также сокращённо пишется: Mk II). В снаряде модернизированы лазерный дальномер и электроника. Разработка боеприпаса Mk II была завершена в июне 2004 года. Серийное производство началось в середине 2005 года.
В начале 2005 года United Defense получила контракт на поставку боеприпасов Bonus Mk II для армии США для испытаний. В 2006 году началась разработка Bonus IM, снаряжаемым нечувствительным взрывчатым веществом PBXN-5. В 2007 году было объявлено о разработке BONUS Mk III, в котором планировалось обеспечить возможность  дистанционного управления стрельбой, однако этот вариант в серию не пошёл.

## Описание
Снаряд соответствует стандарту НАТО STANAG-4425. По баллистическим характеристикам сходен со снарядом M864. Перед выстрелом взрыватель снаряда программируется на предварительно рассчитанное время подрыва. После выстрела по истечении заданного времени взрыватель срабатывает, инициируя вышибной заряд, который на высоте от 800 до 2 200 м над районом цели выбрасывает контейнеры с суббоеприпасами (самоприцеливающимися боевыми элементами) из корпуса снаряда. Контейнеры имеют разворачивающиеся стабилизаторы, с помощью которых уменьшается скорость вращения суббоеприпасов и обеспечивается правильная ориентация относительно поверхности Земли. Этот процесс занимает 7 секунд. Затем суббоеприпасы выбрасываются из контейнеров, раскрывают винглеты, выдвигают блок датчиков поиска цели, и активируют батарею, запуская электронику. Через 14 секунд после выхода из контейнера боеприпас окончательно стабилизируется и начинает поиск цели, снижаясь по суживающейся спирали и при этом вращаясь. BONUS Mk I оснащён двухдиапазонным пассивным инфракрасным датчиком, в то время как в конструкцию MK II также включён лазерный дальномер (LADAR) для обнаружения цели и обработки её сигнатуры  в пределах зоны поиска 32 000 м2. При обнаружении цели вычисляется точка прицеливания и производится выстрел по цели кумулятивным зарядом с танталовой гильзой, создающей снарядоформирующий элемент (ударное ядро), способный пробивать гомогенную броню толщиной 130 мм с расстояния до 200 м . Если в зоне действия суббоеприпаса не обнаружено ни одной цели, происходит самоуничтожение снаряда. Для этого существуют два независимых и дублирующих механизма. Первый осуществляет подрыв суббоеприпаса независимо от обнаружения цели при снижении ниже двадцати метров. В случае, если этот механизм самоподрыва не сработал - подключается второй, который запускается после истечения заряда батареи.

### Технические характеристики снаряда BONUS Mark II

#### Снаряд[7]
- Вес без взрывателя: 44,6 кг

- Длина без взрывателя: 898 мм

- Дальность:

27 км при стрельбе из гаубицы с длиной ствола в 39 калибров
35 км при стрельбе из гаубицы с длиной ствола в 52 калибра

#### Суббоеприпас[7]
- Вес: 6,5 кг

- Диаметр: 138мм

- Взрывчатое вещество: PBXN-5

- Высота начала поиска цели - 175 м
- Начальный диаметр спирали поиска цели - 200 м.

- Скорость снижения: 35 м/с

- Вращение: 15 об/с

- Шаг сканирования: 1,7 м

## Стоимость
В 2019 году Армия США закупала снаряды BONUS Mark II у компании BAE Systems BOFORS AB  по цене  65 683 долларов США за штуку, в 2020 году  - по цене  56 656 долларов США за штуку

## Боевое применение
Применяется украинской стороной в ходе вторжения России на Украину. Зафиксировано уничтожение российских танков, БМП и самоходного миномёта снарядом BONUS.

## Операторы
- Франция - с 2000[10]
- Швеция - с 2000[10]
- Финляндия - с 2014[11]
- США - с 2018[12]
- Норвегия[13]
- Украина  - с 2022